# Dalbergia gossweileri
Dalbergia gossweileri är en ärtväxtart som beskrevs av Baker f.. Dalbergia gossweileri ingår i släktet Dalbergia, och familjen ärtväxter. Inga underarter finns listade i Catalogue of Life.